# Pine Plains
Pine Plains è un comune (town) degli Stati Uniti d'America, situato nello stato di New York, nella contea di Dutchess.